# MEKO
MEKO – rodzina uniwersalnych okrętów wojennych budowanych od początku lat 80. XX w. przez niemiecką stocznię Blohm und Voss AG, charakteryzujących się modułową konstrukcją, w późniejszych wersjach także  technologią stealth. Nazwa MEKO pochodzi od połączenia słów „Mehrzweck-Kombination”, czyli uniwersalne połączenie. Do 2015 okręty lub licencję na ich budowę zakupiły Niemcy i 11 innych państw. Polska od 2001 prowadziła prace nad korwetą projektu 621 (MEKO A-100), ale z programu budowy okrętu wycofano się w 2012 roku, do tego czasu Stocznia Marynarki Wojennej przy braku finansowania ze strony zamawiającego, zwodowała kadłub bez systemów bojowych. Kadłub niedoszłej korwety dokończono jako okręt patrolowy ORP „Ślązak”.
W zależności od wyporności okręty koncepcji MEKO są klasyfikowane jako korwety (1500-2000 ton) lub fregaty (powyżej 3000 ton). Wyjątkami są argentyńskie okręty typu Almirante Brown klasyfikowane jako niszczyciele oraz malezyjskie typu Kedah i polski ORP „Ślązak”, które z braku uzbrojenia rakietowego sklasyfikowano jako okręty patrolowe.

## Okręty
| Projekt          | Typ             | Użytkownik                                       | Liczba         | Dostawy   | Wyporność (t) | Długość (m) | Szerokość (m) | Zanurzenie (m) | Armata                           | PPLOT                    | PPO            | Zdjęcie |
| ---------------- | --------------- | ------------------------------------------------ | -------------- | --------- | ------------- | ----------- | ------------- | -------------- | -------------------------------- | ------------------------ | -------------- | ------- |
| MEKO 360 H1      | Aradu           | Nigeryjska Marynarka Wojenna                     | 1              | 1981      | 3360          | 125,80      | 15,00         | 4,30           | Otobreda 127/54 Compact          | Aspide                   | Otomat         |         |
| MEKO 360 H2      | Almirante Brown | Armada de la República Argentina                 | 4              | 1983–1984 | 3360          | 125,80      | 15,00         | 4,30           | Otobreda 127/54 Compact          | Aspide                   | Exocet         |         |
| MEKO 140 A16     | Espora          | Armada de la República Argentina                 | 6              | 1985–2002 | 1790          | 91,20       | 11,00         | 3,33           | OTO Melara 76/62                 | –                        | Exocet         |         |
| MEKO 200 TN      | Yavuz           | Turecka Marynarka Wojenna                        | 4              | 1987–     | 2919          | 110,50      | 14,20         | 4,14           | Mk 45 Mod 2                      | RIM-7                    | Harpoon        |         |
| MEKO 200 PN      | Vasco da Gama   | Marinha Portuguesa                               | 3              | 1990–1992 | 3200          | 115,90      | 14,80         | 4,10           | Francuska armata okrętowa 100 mm | RIM-7                    | Harpoon        |         |
| MEKO 200 HN      | Hydra           | Polemiko Naftiko                                 | 4              | 1992−1998 | 3350          | 117,00      | 14,80         | 4,10           | Mk 45 Mod 2                      | RIM-162                  | Harpoon        |         |
| MEKO 200 TN II-A | Barbaros        | Turecka Marynarka Wojenna                        | 2              | 1995–     | 3350          | 116,70      | 14,80         | 4,10           | Mk 45 Mod 2                      | RIM-7, RIM-66            | Harpoon        |         |
| MEKO 200 ANZAC   | ANZAC           | Royal Australian Navy & · Royal New Zealand Navy | 8 (Aus) 2 (NZ) | 1996–2004 | 3600          | 118,00      | 14,80         | 4,10           | Mk 45 Mod 2                      | RIM-7                    | Harpoon        |         |
| MEKO 200 TN II-B | SalihReis       | Turecka Marynarka Wojenna                        | 2              | 1998–     | 3350          | 118,00      | 14,80         | 4,30           | Mk 45 Mod 2                      | RIM-7                    | Harpoon        |         |
| MEKO A-200 SAN   | Valour          | South African Navy                               | 4              | 2006–2007 | 3700          | 121,00      | 16,34         | 4,40           | OTO Melara 76/62                 | Umkhonto                 | Exocet         |         |
| MEKO 100 RMN     | Kedah           | Królewska Malezyjska Marynarka Wojenna           | 6              | 2004–2010 | 1850          | 91,10       | 12,85         | 3,40           | OTO Melara 76/62                 | –                        | –              |         |
| MEKO A-100       | Ślązak          | Marynarka Wojenna                                | 1              | 2019      | 2150          | 95,20       | 13,30         | 3,60           | OTO Melara 76/62                 | PPZR Grom                | -              |         |
| MEKO A-200 AN    | Erradi          | Algieria                                         | 2              | 2016-2017 | 3700          | 121,00      | 16,30         | b.d.           | Oto Melara 127/64                | Umkhonto                 | RBS-15         |         |
| MEKO A-100       | Sa'ar 6         | Izraelski Korpus Morski                          | 4              | 2020–2023 | 2000          | 90,00       | 12,44         | 3,40           | OTO Melara 76/62                 | Barak 8                  | Harpoon        |         |
| MEKO A-100       | Tamandaré       | Marinha do Brasil                                | +4             | 2026–     | 3500          | 107,20      | 16            | 5,20           | OTO Melara 76/62 SR              | Sea Ceptor               | MANSUP         |         |
| Korvette 130     | Braunschweig    | Deutsche Marine                                  | 5+5            | 2008–2013 | 1840          | 88,75       | 12,80         | 3,40           | OTO Melara 76/62                 | RIM-116                  | RBS-15         |         |
| Fregatte 123     | Brandenburg     | Deutsche Marine                                  | 4              | 1994–1996 | 4700          | 138,85      | 16,70         | 4,35           | OTO Melara 76/62                 | RIM-7                    | Exocet, RBS-15 |         |
| Fregatte 124     | Sachsen         | Deutsche Marine                                  | 3              | 2002–2006 | 5690          | 143,00      | 17,44         | 4,86           | OTO Melara 76/62                 | RIM-162, RIM-66, RIM-116 | Harpoon        |         |
| Fregatte 125     | F-125           | Deutsche Marine                                  | 4              | 2019–2022 | 7200          | 145,00      | 18,00         | 5,00           | Oto Melara 127/64                | RIM-116                  | Harpoon        |         |